# Brasão de Mesquita (Rio de Janeiro)
O Brasão do município de Mesquita foi instituído em 17 de dezembro de 2003, pela lei nº 142/2003, sendo o primeiro símbolo da cidade a ser criado. O brasão é encimado por uma coroa mural e na faixa dourada esão gravados o nome do município e os anos 1884 e 1999 (respectivamente o ano em que foi criada a Estação Barão de Mesquita e o ano da emancipação).

## Componentes
- Escudo português, que relembra a ascendência lusitana do Brasil;
- Estrela dourada, representando a autonomia do município, adornada com coroa de louros;
- Roda dentada, que simboliza o cultivo de cana-de-açúcar na região;
- Chaminé e caixa d'água, simbolizando a atividade industrial de Mesquita durante a década de 1940;
- Locomotiva, que representa o desenvolvimento econômico de Mesquita após a instalação da Estrada de Ferro Central do Brasil durante o Segundo Império;
- Maciço do Gericinó, conjunto de elevações que se estendem de Nova Iguaçu até os limites do bairro Chatuba;
- Ramos de cana e laranja, representanto a prosperidade que a região pôde experimentar ainda no período colonial.

## Cores
As cores utilizadas pelo brasão são aquelas dada pela redação da lei 142, com as tonalidades especificadas no Manual de Identidade Visual do município, a saber:
| Cor | CMYK         | RGB         | Hexadecimal | Nome da cor na descrição do brasão          |
| --- | ------------ | ----------- | ----------- | ------------------------------------------- |
|     | 7/27/55/22   | 186/158/102 | BA9E66      | ouro (campo sobre o qual está a locomotiva) |
|     | 23/7/12/18   | 186/189/186 | BABDBA      | prata                                       |
|     | 84/21/0/0    | 10/148/214  | 0A94D6      | blau (campo sobre o qual estão os morros)   |
|     | 63/0/97/0    | 97/191/26   | 61BF1A      | (morro em destaque ao centro)               |
|     | 20/0/30/25   | 107/120/94  | 6B785E      | (os três morros ao fundo)                   |
|     | 31/5/36/16   | 153/176/133 | 99B085      | (os outros três morros)                     |
|     | 100/100/0/32 | 64/23/112   | 401770      | blau (no chefe do brasão)                   |
|     | 20/0/30/25   | 122/138/107 | 7A8A6B      | (folhas da cana)                            |
|     | 0/21/74/0    | 247/196/84  | F7C454      | (cana)                                      |
|     | 64/21/36/59  | 74/94/94    | 4A5E5E      | (folhas da laranja)                         |
|     | 1/62/25/2    | 224/135/56  | E08738      | (cor da laranja)                            |
|     | 87/74/63/95  | 31/26/23    | #1F1A17     | sable                                       |
|     | 7/27/55/22   | 191/161/97  | #BFA161     | ouro (demais elementos)                     |
|     | 93/0/95/0    | 255/0/0     | #FF0000     | goles                                       |